# Ropica densepunctata
Ropica densepunctata är en skalbaggsart som beskrevs av Stefan von Breuning och De Jong 1941. Ropica densepunctata ingår i släktet Ropica och familjen långhorningar. Inga underarter finns listade i Catalogue of Life.